# 부여례
부여례(扶餘禮, ?~?)는 백제의 왕족이자, 외교관이다.

## 생애
백제의 왕족인 동시에 관군장군부마도위불사후장사(冠軍將軍駙馬都尉弗斯侯長史)라는 왕의 사위에게 주어진 관직을 지낸 백제 개로왕의 사위로 백제 왕실에서 확인된 유일한 근친혼 사례이다.
472년, 용양장군대방태수사마(龍驤將軍帶方太守司馬) 장무(張茂)와 함께 고구려에 대항하기 위한 군사원조 요청을 위해 북위에 사신으로 파견되었다.